# Lasioglossum dybowskii
Lasioglossum dybowskii là một loài Hymenoptera trong họ Halictidae. Loài này được Radoszkowski mô tả khoa học năm 1876.